# Campeonato Mundial de Ciclismo en Ruta de 1931
Los Campeonatos del mundo de ciclismo en ruta de 1931 se celebró en la localidad danesa de Copenhague el 26 de agosto de 1931. 

## Resultados
| Evento                     | Oro                    | Oro                          | Plata                      | Plata    | Bronce                | Bronce   |
| -------------------------- | ---------------------- | ---------------------------- | -------------------------- | -------- | --------------------- | -------- |
| Pruebas masculinas         |                        |                              |                            |          |                       |          |
| Hombres - carrera en línea | Learco Guerra          | 4h 53' 43" Media 34,727 km/h | Ferdinand Le Drogo Francia | + 4' 37" | Albert Büchi · Suiza  | + 4' 48" |
| Amateur - carrera en línea | Henry Hansen Dinamarca | 4h 50' 53"                   | Giuseppe Olmo              | + 6' 01" | Leo Nielsen Dinamarca | + 6' 40" |